# Ортис, Саймон
Саймон Ортис (англ. Simon J. Ortiz; 27 мая 1941, Альбукерке, Нью-Мексико, США) — американский писатель
, поэт, публицист, эссеист,переводчик, педагог. Представитель современной индейской литературы. Пишет на английском языке. Видная фигура, так называемого, индейского ренессанса.

## Биография
Индеец племени акома народа пуэбло. Три года служил в вооруженных силах США.
Обучался на химическом факультете Университета Нью-Мексико; в 1969 году окончил филологический факультет Айовского университета. Получил стипендию в Университете Айовы в рамках Международной писательской программы.
В 1980—1990-е годы занимал пост переводчика в администрации штата Нью-Мексико; работал в издательствах. В 1988 году был назначен переводчиком племени акома-пуэбло. Также в 1982 году занимал должность редактора-консультанта Pueblo of Acoma Press .
Живёт в Канаде, преподавал индейскую литературу в Университете штата Калифорния в Сан-Диего, Институте искусства американских индейцев, Университете Торонто, сейчас в Университете штата Аризона.

## Творчество
Дебютировал поэтическим сборником «В путь за дождём» («Going for the rain», 1976). Творчество Ортиса посвящено истории и культуре американских индейцев, проблемам взаимоотношения с «белым» человеком: поэтические сборники «Большая прогулка» («A good journey», 1977), «Из Сэнд Криг» («From Sand Creek», 1981), «Где-то там» («Out there somewhere», 2002) и др. Автор многочисленных рассказов, публицистических очерков, эссе, антологии индейской литературы и др.

## Премии
- Лауреат премии и стипендиат Национального фонда искусств,
- Лауреат гуманитарной премии Совета по гуманитарным наукам Нью-Мексико,
- Лауреат писательской премии Лилы Уоллес Ридерз Дайджест

## Избранные произведения
- «My Father’s Song» (поэма; 1976 in Going for the Rain)
- A Good Journey (1977)
- The people shall continue (Fifth world tales) (1977)
- Howbah Indians: Stories (1978)
- Song, Poetry, and Language (1978)
- Fight Back: For the Sake of the People, For the Sake of the Land (1980)
- A Poem is a Journey (1981)
- From Sand Creek: Rising In This Heart Which Is Our America (1981)
- Changing the Routine: Selected Short Stories (1982)
- Blue and Red (1982)
- The Importance of Childhood (1982)
- This America (1983)
- A Good Journey (1984)
- Fightin': New and Collected Stories (1984)
- Always the Stories (1984)
- The Creative Press (1985)
- Earth Power Coming: Short Fiction in Native American Literature (1988)
- The People Shall Continue (1988)
- Woven Stone (selected works) (1992)
- After and Before the Lightning (1994)
- Center (1995)
- Speaking for the Generations: Native Writers on Writing (1998)
- Men on the Moon: Collected Short Stories (1999)
- Out There Somewhere (2002)
- The Good Rainbow Road: Rawa Kashtyaa’tsi Hiyaani (A Native American Tale in Keres) (2004)
- Ortiz, Simon J. "What We See: A Perspective on Chaco Canyon and Pueblo Ancestry, " Chaco Canyon: A Center and Its World. Museum of New Mexico Press, 1994.

In Anthology
- Ghost Fishing: An Eco-Justice Poetry Anthology (University of Georgia Press, 2018)